# Bauern- und Arbeiterbund
Der Bauern- und Arbeiterbund (BAB) (auch: Vereinigung demokratisch gesinnter Wähler) war eine am 30. Oktober 1892 in Muttenz gegründete und 1915 offiziell aufgelöste politische Partei im Schweizer Kanton Basel-Landschaft.
Als Gründer des BAB gelten Vertreter des Landwirtschaftlichen Kreisverbandes Arlesheim, der Katholischen Männer- und Arbeitervereine, der Grütlivereine und des Freiland-Bundes um den Oberwiler Landrat Stephan Gschwind. Bei der Gründerversammlung soll der Ausspruch "Die Sonne leuchtet uns zum Sieg!" gefallen sein.
Gschwind forderte eine Hypothekarreform, um die zahlreichen überschuldeten Kleinbauern zu entlasten. 1895 wurde die Unterschriftensammlung zu einer Initiative gestartet. Diese hätte u. a. der Kantonalbank das Quasi-Monopol im Hypothekengeschäft zuerlassen und den Gemeinden die Hypothekarschulden der Einwohner aufgebürdet und wurde von den Stimmberechtigten im Dezember 1896 abgelehnt.
Als offizielles Organ galt die ab Dezember 1892 erschienene Zeitung "Bauern- und Arbeiterbund Baselland".
Der BAB stellte in der Zeit ihres Bestehens mit Eduard Heinis (Amtszeit 1894–1896) einen Regierungsrat sowie mit Stephan Gschwind (Amtszeit 1899–1904), Walter Meyer (Amtszeit 1894–1899), der auch Präsident des BAB war, und Albert Schwander (Amtszeit 1904 bis 1914) drei Nationalräte.